# Лобов, Семён Михайлович
Семён Миха́йлович Ло́бов (3 (16) февраля 1913, деревня Смольниково, Калеевская волость, Клинский уезд, Московская губерния (ныне в составе Волоколамского района Московской области) — 12 июля 1977, Москва) — советский военачальник. Адмирал флота (1970). Командующий Северным флотом (1964—1972). Заместитель начальника Генерального штаба Вооружённых сил СССР (1972—1977).
Член ВКП (б) — КПСС с 1938 года. Делегат XXIII и XXIV съездов КПСС, кандидат в члены ЦК КПСС (1966—1976). Депутат Верховного Совета СССР 7-го и 8-го созывов. В 1958—1963 годах — член Мурманского обкома КПСС, в 1963—1966 годах — член бюро Мурманского областного комитета КПСС.

## Биография

### Происхождение
Отец — Михаил Егорович Лобов, русский, в автобиографии Семёна Михайловича указано: «из рабочих, связанный с сельским хозяйством, по происхождению — крестьянин-середняк».
Мать — Анна Васильевна Лобова (в девичестве Морозова, родилась в с. Теряево), русская, домашняя хозяйка, после образования в 1930 году колхоза — колхозница.
Ближайшие родственники: братья — Николай (1882), Алексей (1897), Сергей (1901), сёстры — Анна (1903), Евдокия (1908), Пелагея (1914).

### Ранние годы
В 1922—1926 годах учился в сельской школе села Покровское Волоколамского района Московской области, в 1926—1929 годах в Детгородковской советской трудовой школе-семилетке города Волоколамска.
1 сентября 1929 года принят в школу фабрично-заводского ученичества Учебного комбината рабочего образования при Люберецком электромеханическом заводе Московско-Казанской железной дороги, по окончании школы в январе 1932 года остался работать на том же заводе слесарем-электриком 5-го разряда.
23 июня 1932 года по путёвке комиссии по набору в военно-морские училища при Волковском комитете ВЛКСМ города Люберцы зачислен на подготовительный курс Военно-морского училища им. М. В. Фрунзе.

### Учёба в ВМУ им. М. В. Фрунзе
На подготовительном курсе в сентябре 1932 — мае 1933 года успешно освоил сокращённую программу 8-10 классов общеобразовательной средней школы и проявил неординарные организаторские способности. 1 октября 1933 года приказом начальника и комиссара ВМУ зачислен на 1-й курс артиллерийского дивизиона надводного сектора и назначен старшиной класса.
Участвовал в практических занятиях на учебных судах и кораблях различных классов: на учебной парусно-моторной шхуне «Учеба», учебных кораблях «Комсомолец» и «Свирь», канонерской лодке «Красное Знамя», крейсерах «Аврора» и «Коминтерн», линкоре «Марат» и форте «Ф» (бывший форт Красная Горка).
В 1935—1936 годах сдал нормы спортивного комплекса «Готов к труду и обороне» 2-й (высшей) ступени. 27 апреля 1936 года в числе первых награждён грамотой Всесоюзного совета физической культуры при ЦИК СССР «За успешное овладение высшей степенью всесторонней физической подготовки».
В 1937 году окончил Военно-морское училище им. М. В. Фрунзе с отличием по первому разряду. Приказом наркома обороны СССР К. Е. Ворошилова от 28 сентября 1937 года Лобову присвоено воинское звание «лейтенант».
Дальнейшую службу изъявил желание проходить на Тихоокеанском флоте (ТОФ). Перед отъездом на Дальний Восток Семён Михайлович женился на Раисе Селивёрстовне Семёновой, сокурснице по ФЗУ.

### Тихоокеанский флот
15 ноября 1937 года приказом командующего Тихоокеанским флотом назначен на должность командира артиллерийской и минно-торпедной боевой части (БЧ-2-3) сторожевого корабля «Бурун» (типа «Ураган») 7-й Морской бригады эсминцев и сторожевых кораблей ТОФ.
В ходе Хасанских событий 1-12 августа 1938 года корабль участвовал в несении дозорной службы по охране главной базы и побережья Приморья, а также в обеспечении морских воинских перевозок для нужд сухопутных войск. Лобов проявил отличные командные качества при выполнении сторожевым кораблём боевых задач в сложных метеоусловиях.
В сентябре 1938 года Лобов  стал кандидатом в члены ВКП(б).
14 ноября 1938 года приказом наркома ВМФ зачислен слушателем сектора командиров миноносцев Курсов командиров надводных кораблей при Специальных курсах командного состава РКВМФ. Курсы окончил с отличием. 2 июня 1939 года назначен на должность помощника командира эсминца «Резкий» (проекта 7) ТОФ, 30 июля 1939 года он был временно назначен помощником командира эсминца "Прыткий".
5 ноября 1939 года Лобову С.М. было присвоено звание "старший лейтенант".
15 ноября 1939 года последовало новое назначение приказом наркома - помощник командира эсминца "Резкий" проекта 7, а 20 декабря того же года на должность помощника командира эсминца «Разящий» (проекта 7).
13 июня 1942 года назначен командиром эсминца «Резвый» (проекта 7). В 1943 году «Резвый» стал одним из передовых кораблей на флоте.
1 октября 1942 года получил звание "капитан-лейтенант".
10 апреля 1943 года капитан-лейтенант Лобов по поручению личного состава корабля отправил телеграмму Верховному главнокомандующему И. В. Сталину. В ней сообщалось, что экипаж из своих личных сбережений собрал и сдал на счёт Госбанка 55 596 рублей в фонд постройки боевых кораблей, а ранее было собрано и сдано наличными и облигациями государственных займов 163 080 рублей. 30 апреля Сталин телеграммой выразил благодарность за средства, внесённые на оборонные нужды.
5 ноября 1944 года приказом наркома ВМФ Лобову за высокие показатели в боевой и политической подготовке и высокопрофессиональные командирские качества досрочно присвоено звание «капитан 3 ранга».
Участник войны с Японией. В ходе Южно-Сахалинской операции 23-26 августа 1945 года командовал отрядом поддержки конвоя с личным составом 342-й стрелковой дивизии и 215-й артиллерийской бригады 87-го стрелкового корпуса при переходе из Владивостока в Маоку.
9-19 апреля 1946 года участвовал в заграничном походе отряда кораблей ТОФ в составе сторожевых кораблей ЭК-1 и ЭК-6 по маршруту Владивосток — Токио — Владивосток при перевозке в Токио советских членов Международного военного трибунала для Дальнего Востока.

### Черноморский флот
2 ноября 1946 года приказом главнокомандующего ВМС назначен командиром 1-го дивизиона эсминцев эскадры Черноморского флота.
18-19 августа 1947 года выполнял ответственное спецзадание: был старшим на эсминце «Огневой», входившим в состав охранения крейсера «Молотов», на борту которого находился Генералиссимус Советского Союза И. В. Сталин, следовавший из Ялты в Сочи на отдых вместе с сопровождавшими его лицами.
18 февраля 1948 года Лобову присвоено очередное воинское звание "капитан 2 ранга".
21 мая 1948 года приказом главкома ВМС назначен командиром краснознаменного крейсера «Ворошилов» (проекта 26). В 1949 году крейсер занял первое место по состязательным артиллерийским стрельбам среди всех флотов.
В начале 1949 года назначен командиром 2-й группы спецкоманды, на которую возлагалась предварительная приёмка итальянского лёгкого крейсера Emanuele Filiberto Duca D’Aosto («Эмануэле Филиберто дюка д’Аоста»), полученного Советским Союзом в результате раздела флота Италии между союзниками. 10-28 февраля 1949 года — приём крейсера в порту Специя, контроль работы итальянского сдаточного экипажа при переходе из Специи в Одессу. 1 марта — 4 апреля 1949 года временно командовал этим крейсером, включённым 15 марта в эскадру Черноморского флота под названием «Керчь». За большую работу при приёмке крейсера награждён орденом Красного Знамени.
В аттестации 1949 года командующий Черноморским флотом адмирал Н. Е. Басистый отметил:

Тов. Лобов отличный, перспективный офицер. Может быть кандидатом на должность командира линкора или начальника штаба бригады крейсеров.
— ЦАВМФ. Ф. 4742. Д. 45780. Л. 30, 31. 
13 июня 1950 года Лобову досрочно присвоено звание «капитан 1 ранга» за высокие показатели в боевой и политической подготовке, достигнутые крейсером «Ворошилов».
7 сентября 1951 года назначен командиром краснознамённого линкора «Севастополь».
В 1952 году командующий эскадрой вице-адмирал С. Г. Горшков записал в аттестации:

Отличный морской офицер. Достоин назначения на должность командира бригады крейсеров или начальника штаба эскадры. Достоин направления на учёбу на АКОС при ВМА им. Ворошилова.
— ЦАВМФ. Ф. 4742. Д. 45780. Л. 41-42.
12 декабря 1953 — 9 декабря 1954 года учёба на Академических курсах офицерского состава ВМС при Военно-морской академии им. Ворошилова. Во время учёбы исполнял обязанности старшего офицера АКОС. Выпускные экзамены по оперативному искусству и общей тактике ВМС сдал на «отлично».
31 мая 1954 года постановлением Совета министров СССР Лобову присвоено воинское звание «контр-адмирал».
9 декабря 1954 — 15 октября 1955 года — командир 50-й дивизии крейсеров Черноморского флота, подчинявшейся непосредственно командующему флотом.
15 октября 1955 года приказом министра обороны СССР назначен начальником штабы эскадры Северного флота.
Этот приказ подвёл черту под службой С. М. Лобова на командных должностях в плавсоставе надводных кораблей тактического уровня:

Kомандир эсминца — 4 года 5 месяцев, командир дивизиона эсминцев — 1 год 6 месяцев, командир крейсера — 3 года 4 месяца, командир линкора — 2 года 2 месяца, командир дивизии крейсеров — 10 месяцев.
— ЦАВМФ. Ф.4742. Д.45780. Л.94.
Отъезд к новому месту службы задержался в связи с работой на флоте правительственной комиссии, расследовавшей причину гибели 29 октября 1955 года линкора «Новороссийск», в борьбе за живучесть которого участвовал и контр-адмирал Лобов.

### Северный флот
В связи с задержкой убытия из кадров Черноморского флота дела и обязанности начальника штаба эскадры Северного флота принял 8 февраля 1956 года. При вступлении в должность начальника штаба столкнулся с неблагоприятной обстановкой на эскадре, которая по результатам проверки 2 октября — 3 ноября 1955 года получила негативную оценку комиссии МО СССР: «Эскадра для ведения боя в сложных условиях подготовлена недостаточно».
Через год после службы в новой должности в аттестации от 25 апреля 1957 года говорилось:

В течение работы в должности начальника штаба эскадры в 1956—1957 гг. эскадра проверялась Инспекцией Министерства обороны — боевая готовность признана удовлетворительной. Постоянно осуществляет контроль и помощь кораблям, штабам и соединениям, входящим в состав эскадры… Умеет выбрать главное и довести решение до конечной цели… Занимаемой должности вполне соответствует, по опыту службы и личной подготовленности достоин продвижения на высшую должность — командующего эскадрой.
— ЦАВМФ. Ф. 4742. Д. 45780. Л. 47–48. 
17 июля 1957 — 3 октября 1960 года — командующий эскадрой Северного флота.
27 августа — 20 сентября 1958 года командовал отрядом кораблей Северного флота в составе лёгкого крейсера «Октябрьская революция» и эсминца «Отчаянный» при нанесении визита дружбы в Норвегию с заходом в порт Берген (30 августа — 2 сентября) и столицу Швеции Стокгольм (7-12 сентября). Командующий военно-морскими силами флота Швеции вице-адмирал Эриксон заявил контр-адмиралу Лобову: «Мы восхищены поведением моряков Советского Союза, их культурой, отличным внешним видом»
25 мая 1959 года постановлением Совета министров СССР Лобову присвоено воинское звание «вице-адмирал».
3 октября 1960 года приказом министра обороны зачислен слушателем Академических курсов офицерского состава при Военно-морской академии.

В должностях оперативно-тактического уровня вице-адмирал С. М. Лобов находился 4 года 11 месяцев.
— ЦАВМФ. Ф.4742. Д.45780. Л.94.
Октябрь 1960 — июль 1961 года — слушатель Академических курсов офицерского состава при Военно-морской академии. По окончании курсов до 8 октября находился в распоряжении главнокомандующего ВМФ. Фактически проходил стажировку в должности 1-го заместителя командующего флотом и на подводных лодках.
До 8 октября 1961 года формально числился в распоряжении ГК ВМФ. Фактически проходил стажировку в должности 1-го заместителя командующего флотом на подводных лодках.
9 октября 1961 — 28 мая 1964 года — 1-й заместитель командующего Северным флотом.
Итог первого года нахождения в должности 1-го заместителя командующего Северным флотом подвела аттестационная комиссия:

Обязанности по должности освоил. Хорошо знает обстановку на флоте… Владеет методикой организации командно-штабных и тактических учений в масштабе флота. Часто бывает на соединениях и выходит в море для обучения командиров соединений и командиров кораблей… Лично уделяет внимание организации и обеспечению испытаний нового оружия и техники… Большой опыт командования соединениями и кораблями позволяет т. Лобову умело организовывать выполнение требований приказов и проводить их в жизнь… Заслуженно на флоте, в областных и городских партийных и советских органах пользуется авторитетом… Является полноценным заместителем командующего флотом.
— ЦАВМФ. Ф. 4742. Д. 45780. Л. 59–60. 
2 июня 1964 — 3 мая 1972 года — командующий Северным флотом.
17-21 октября 1964 года возглавлял отряд кораблей Северного флота в составе лёгкого крейсера «Мурманск» и эсминца «Настойчивый» при посещении с дружественным визитом порта Тронхейм по приглашению правительства Норвегии по случаю празднования 20-летия освобождения Северной Норвегии от гитлеровских оккупантов советскими войсками.
Чрезвычайный и полномочный посол СССР в Норвегии Н. М. Луньков в Книге почётных посетителей записал: «Было исключительно приятно видеть, как советские моряки с достоинством представляли интересы нашего государства на чужбине. Они … завоевали сердца простых норвежцев… Спасибо вам за этот вклад в дело усиления авторитета нашей Родины среди норвежского народа…»
16 июня 1965 года Лобову присвоено воинское звание «адмирал».
В декабре 1965 года Высшая аттестационная комиссия Министерства обороны так оценила служебную деятельность адмирала С. М. Лобова:

Обязанности командующего флотом освоил… Большое внимание уделяет оперативной готовности сил флота… Значительную работу проделал по освоению новых кораблей, оружия и техники, отработке и внедрению тактики их боевого использования… Атомные подводные лодки участвовали в дальних автономных походах в высокоширотных районах Арктики и южных районах Атлантики… Штаб флота сколочен и способен своевременно обеспечить командующего флотом необходимыми данными для принятия решения…
— ЦАВМФ. Ф. 4742. Д. 45780. Л. 62–64. 
Адмирал Лобов лично внёс огромный вклад в становление Северного флота разнородным, ракетно-ядерным, способным эффективно вести вооружённую борьбу в различных районах Мирового океана. Под его руководством была освоена принципиально новая форма применения боеготовых сил Северного флота в мирное время — боевая служба. Силы постоянной готовности Северного флота стали играть роль важного инструмента политического влияния Советского Союза на мировой арене, особенно в Средиземноморье — плацдарме стратегических ядерных сил морского базирования НАТО.
Способность сил Северного флота решать оперативно-стратегические задачи в боевых действиях различного масштаба, а также обеспечивать защиту государственных интересов страны в мирное время была всесторонне проверена и положительно оценена 14 апреля — 5 мая 1970 года на манёврах всех сил советского Военно-морского флота под условным названием «Океан».
За заслуги в укреплении боевой готовности сил флота указом Президиума Верховного Совета СССР от 28 июля 1970 года Лобову было присвоено воинское звание «адмирал флота» с вручением знака отличия «Маршальская звезда». С. М. Лобов стал первым адмиралом флота из командующих флотами советского ВМФ.
Напряжённая служебная деятельность привела к резкому ухудшению здоровья Семёна Михайловича. Впервые это сказалось весной 1969 года. А в ноябре-декабре 1971 года ему потребовалось длительное лечение в госпитале. 22 февраля 1972 года во внеплановой аттестации главнокомандующий Военно-морским флотом Адмирал Флота Советского Союза С. Г. Горшков подвёл итог деятельности адмирала флота Лобова в должности командующего Северным флотом:

За время командования флотом проделал большую работу по повышению боевой и оперативной готовности флота. Много внимания уделял вопросам освоения районов возможных боевых действий, оборудованию пунктов базирования флота… Широкое применение нашло выполнение задач боевой подготовки в ходе несения боевой службы… Тов. Лобов С. М. принимает активное участие в освоении новых кораблей, отработке и внедрении новых тактических приёмов использования оружия и техники. Имеет хорошую оперативно-тактическую подготовку и большой опыт командной работы… Является кандидатом в члены ЦК КПСС и депутатом Верховного Совета СССР. В связи с перенесенным заболеванием нуждается в переводе на другую работу.
Выводы:
1. Занимаемой должности вполне соответствует.
2. По состоянию здоровья целесообразно перевести на другую работу.
— ЦАВМФ. Ф. 4742. Д. 45780. Л. 64. 
17 марта 1972 года министр обороны СССР Маршал Советского Союза А. А. Гречко согласился с аттестацией и выводами.

В должностях оперативно-стратегического уровня адмирал флота С. М. Лобов находился 10 лет 7 месяцев.
— ЦАВМФ. Ф.4742. Д.45780. Л.94.

### Служба в Генеральном штабе
3 мая 1972 — 12 июля 1977 года — помощник начальника Генерального штаба Вооружённых сил СССР по Военно-морскому флоту (позднее должность получила другое наименование — заместитель начальника Генерального штаба Вооружённых сил СССР по Военно-Морскому Флоту).
Как помощник начальника Генерального штаба, участвовал:
- в контроле выполнения морской составляющей Временного соглашения о некоторых мерах в области ограничения стратегических наступательных вооружений (Договор ОСВ-1), подписанного 26 мая 1972 года;
- в инспекторских поездках при проверке состояния боевой готовности сил флотов;
- в планировании оперативно-стратегических учений с участием Военно-морского флота и контроле управления силами, привлекавшимися к учениям, в том числе при проведении манёвров «Океан-75»;
- в координации служебных взаимоотношений Генерального штаба и главкомата Военно-морского флота при решении вопросов строительства, развития флота и управления его силами.
- в обсуждении на совещаниях в правительстве, ЦК КПСС, Генеральном штабе ВС и Главном штабе ВМФ важнейших вопросов кораблестроительных программ, создания новых видов вооружений, строительства и модернизации флотской инфраструктуры.

Его выступления всегда были аргументированы, так как они базировались на глубоком знании предмета обсуждения. Его оценки мнений и предложений других лиц были взвешены, корректны и уважительны. Его мнение о рассматривавшихся вопросах ценилось и руководителями-практиками, и партийно-государственными руководителями, и представителями науки, и руководством военной промышленности.
29 марта 1973 года скончалась его жена - Раиса Селивёрстовна.
12 июля 1977 года скоропостижно скончался от острой кардиальной недостаточности.
14 июля 1977 года похоронен в Москве на Новодевичьем кладбище.

## Награды
- Два ордена Ленина (30.12.1956, 31.10.1967[1]);
- Орден Октябрьской Революции (14.02.1973[2]);
- Два ордена Красного Знамени (02.05.1949, 26.02.1953);
- Орден Отечественной войны I степени (07.09.1945);
- Два ордена Красной Звезды (30.03.1946, 06.11.1947);
- Медаль «За боевые заслуги» (03.11.1944);
- Медаль «За воинскую доблесть. В ознаменование 100-летия со дня рождения Владимира Ильича Ленина» (20.04.1970);
- Медаль «За победу над Японией» (03.09.1945);
- Медаль «Двадцать лет победы в Великой Отечественной войне 1941—1945 гг.» (07.05.1965);
- Медаль «Тридцать лет победы в Великой Отечественной войне 1941—1945 гг.» (07.05.1977);
- Медаль «За освоение целинных земель»;
- Медаль «За отличие в охране государственной границы СССР»;
- Медаль «30 лет Советской Армии и Флота» (22.02.1948);
- Медаль «40 лет Вооружённых Сил СССР» (22.02.1958);
- Медаль «50 лет Вооружённых Сил СССР» (22.02.1968);
- памятный знак «50 лет образования Союза ССР»;
- памятный знак «25 лет Победы в Великой Отечественной войне»;
- Именное оружие (1963).

Иностранные ордена и медали
- Орден «9 сентября 1944 года» III степени с мечами (НРБ)
- Медаль «За укрепление дружбы по оружию» I степени (ЧССР)
- Медаль «30 лет освобождения Чехословакии Советской армией» (ЧССР)
- Медаль «30 лет Победы над милитаристской Японией» (МНР)
- Памятная медаль «Георгий Димитров 1882—1972 г. 90 лет» (НРБ)

## Воинские звания
- лейтенант — приказ наркома обороны СССР от 28.09.1937 года;
- старший лейтенант — приказ наркома ВМФ от 05.11.1939 года;
- капитан-лейтенант — приказ наркома ВМФ от 01.10.1942 года;
- капитан 3-го ранга (досрочно) — приказ наркома ВМФ от 05.11.1944 года;
- капитан 2-го ранга — приказ главнокомандующего ВМС от 18.02.1948 года;
- капитан 1-го ранга (досрочно) — приказ военно-морского министра от 13.06.1950 года;
- контр-адмирал — постановление Совета министров СССР от 31.05.1954 года;
- вице-адмирал — постановление Совета министров СССР от 25.05.1959 года;
- адмирал — постановление Совета министров СССР от 16.06.1965 года;
- адмирал флота с вручением знака отличия «Маршальская звезда» — указ Президиума Верховного Совета СССР от 28.07.1970 года.

## Память
- Именем С. М. Лобова названы корабли:

05.10.1978 года на судостроительном заводе им.61 коммунара в Николаеве заложен крейсер пр. 1164 с названием «Адмирал флота Лобов». 23 марта 1985 года переименовали в «Маршал Устинов». 23.03.1985 года строившийся ракетный крейсер пр. 1164 «Комсомолец» переименован в «Адмирал флота Лобов». 01.10.1993 года крейсер перешёл в собственность Украины и с 17.12.1993 года стал называться «Украина».
- Именем С. М. Лобова названы улицы:

в городе Гаджиево Мурманской области;
в селе Теряево Волоколамского района Московской области;
в Мурманске бывшая улица Флотская переименована в улицу Адмирала флота Лобова.
- Установлены мемориальные доски:

на доме № 47 улицы Адмирала флота Лобова в Мурманске;
в деревне Смольниково на доме, где в детские годы жил С. М. Лобов;
на здании Детгородковской средней школы (бывшая Детгородская советская трудовая школа-семилетка).
- Музейная экспозиция:

В Военно-морском музее Северного флота в Мурманске, открыта в 2015 году в связи с 100-летним юбилеем.
- Присвоение почетного звания:

звание «Почётный гражданин Волоколамского района» присвоено (посмертно) 30.05.2013 решением Совета депутатов Волоколамского муниципального района «за выдающиеся заслуги перед Отечеством в деле развития и укрепления Военно-морского флота, активное участие в общественной жизни, благодаря которым обрел широкую известность среди жителей Волоколамского района».

## Публикации
- На страже Советского Заполярья // Водный транспорт. 1958. 24 июля.
- Школа морской выучки // Советский флот. 1958. 21 октября.
- На страже морских рубежей Родины // На страже Заполярья. 1964. 26 июля.
- В полярных широтах // Красная звезда. 1964. 26 августа.
- Победа на Севере // Полярная звезда. 1965. 9 мая.
- В океане дорог каждый час // На страже Заполярья. 1965. 24 августа.
- В интересах повышения боевой готовности (в соавторстве) // Коммунист Вооруженных сил. 1966. № 6.
- За волевых, решительных и расчетливых командиров // Морской сборник. 1967. № 5.
- В постоянной боевой готовности // Морской сборник. 1967. № 10.
- Испытание «Океаном» (интервью) // На страже Заполярья. 1970. 1 мая.

### Некрологи
- Брежнев Л. И. и др. Адмирал флота Лобов Семен Михайлович // Правда : газета. — 1977. — 14 июля (№ 195 (21530)). — С. 4.
- «Красная звезда» (14.07.1977).
- «На страже Заполярья» (15.07.1977).